# Elbe-Seitenkanal

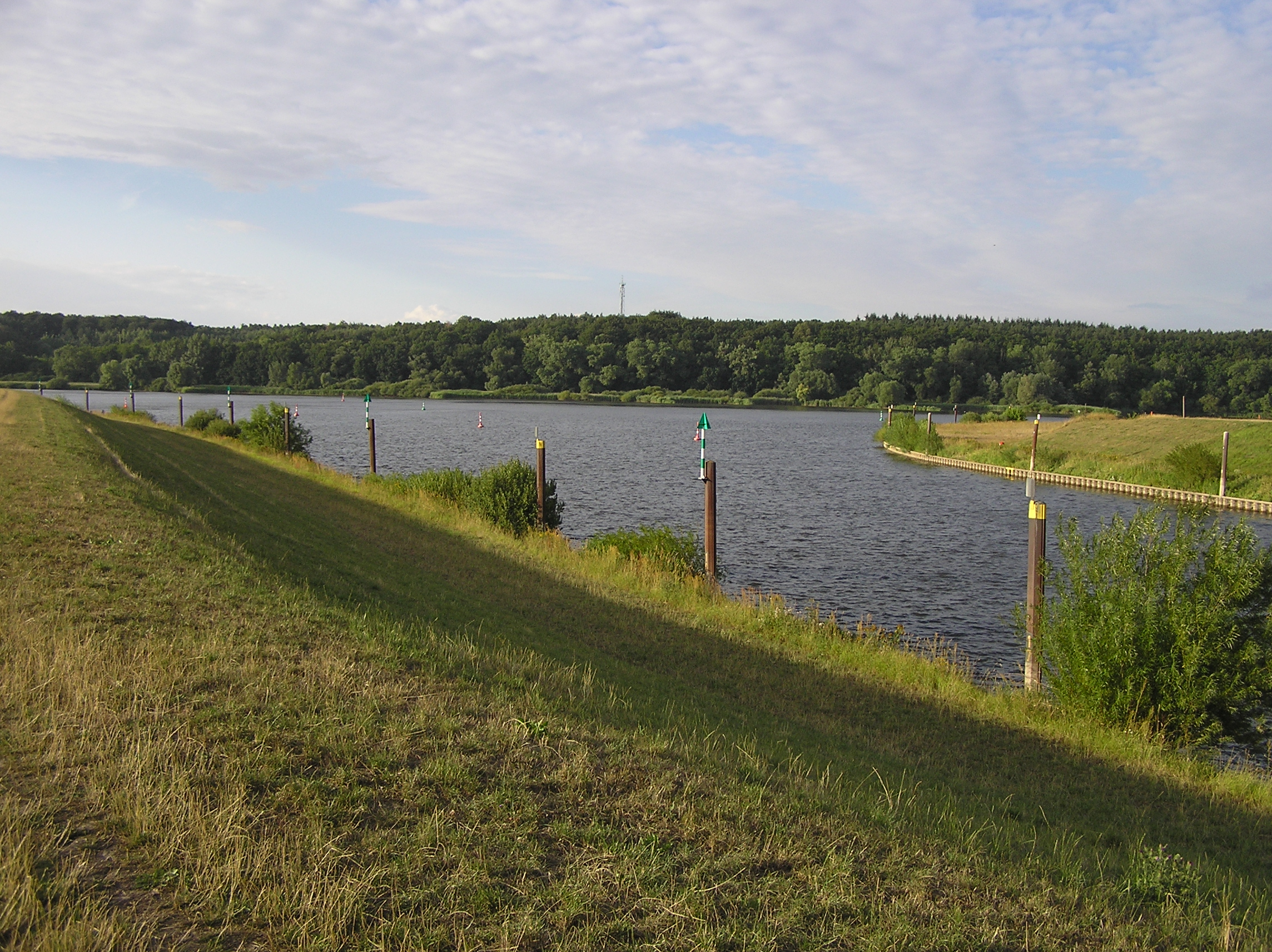
Einmündung in die Elbe (Blickrichtung Norden)

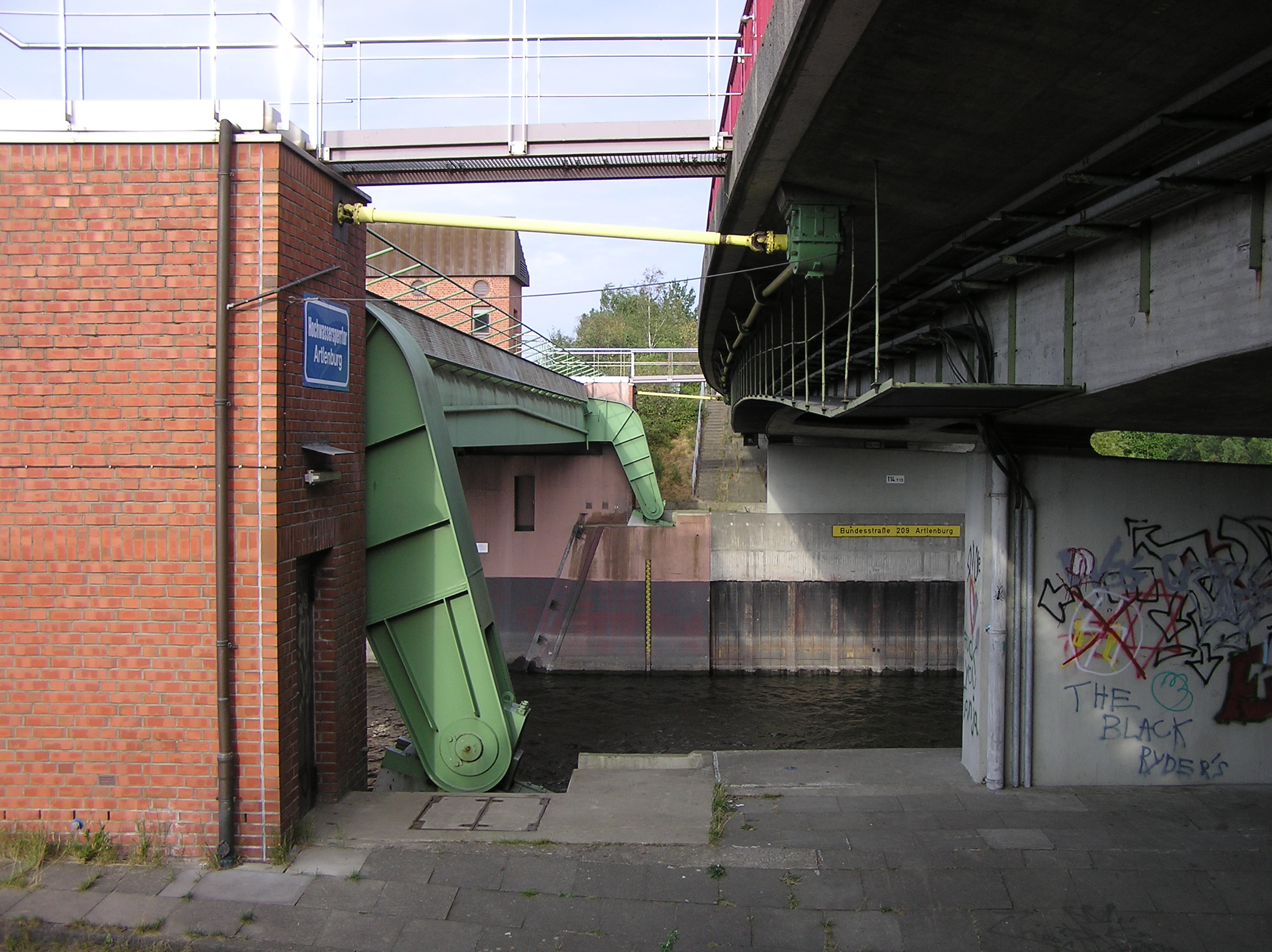
Kombination Sperrtor/Brücke B 209 bei Artlenburg

Der Elbe-Seitenkanal (ESK) ist eine Bundeswasserstraße in Niedersachsen zwischen dem Mittellandkanal (MLK) und der Elbe. Der 115 Kilometer lange Kanal führt von Calberlah westlich von Wolfsburg (MLK-km 233,65) über Uelzen nach Artlenburg im Landkreis Lüneburg (Elbe-km 572,97). Zuständig für die Verwaltung des ESK ist das Wasserstraßen- und Schifffahrtsamt Mittellandkanal/Elbe-Seitenkanal.

## Geschichte

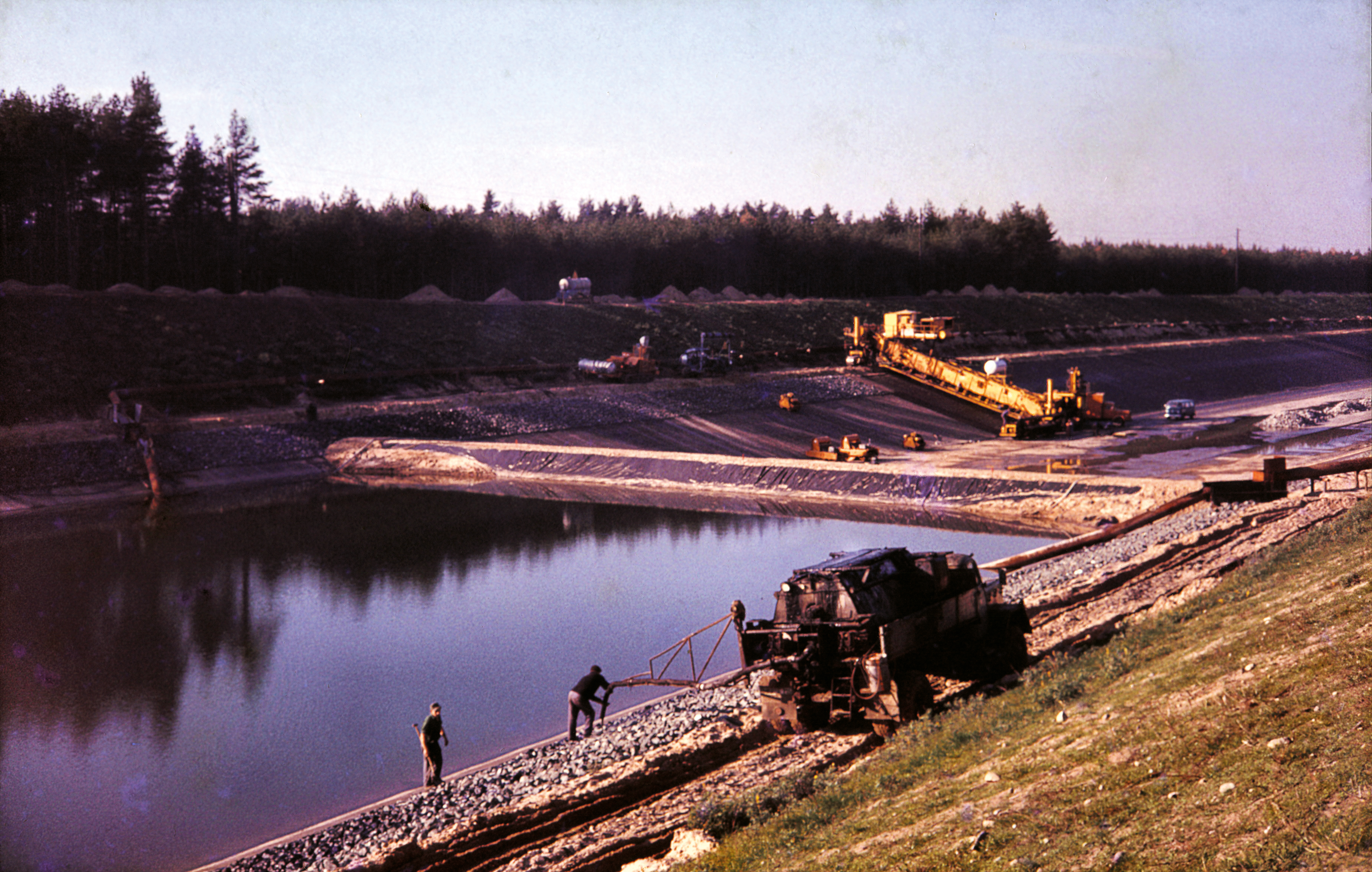
Elbeseitenkanal während des Baus im September 1971 bei Lüneburg

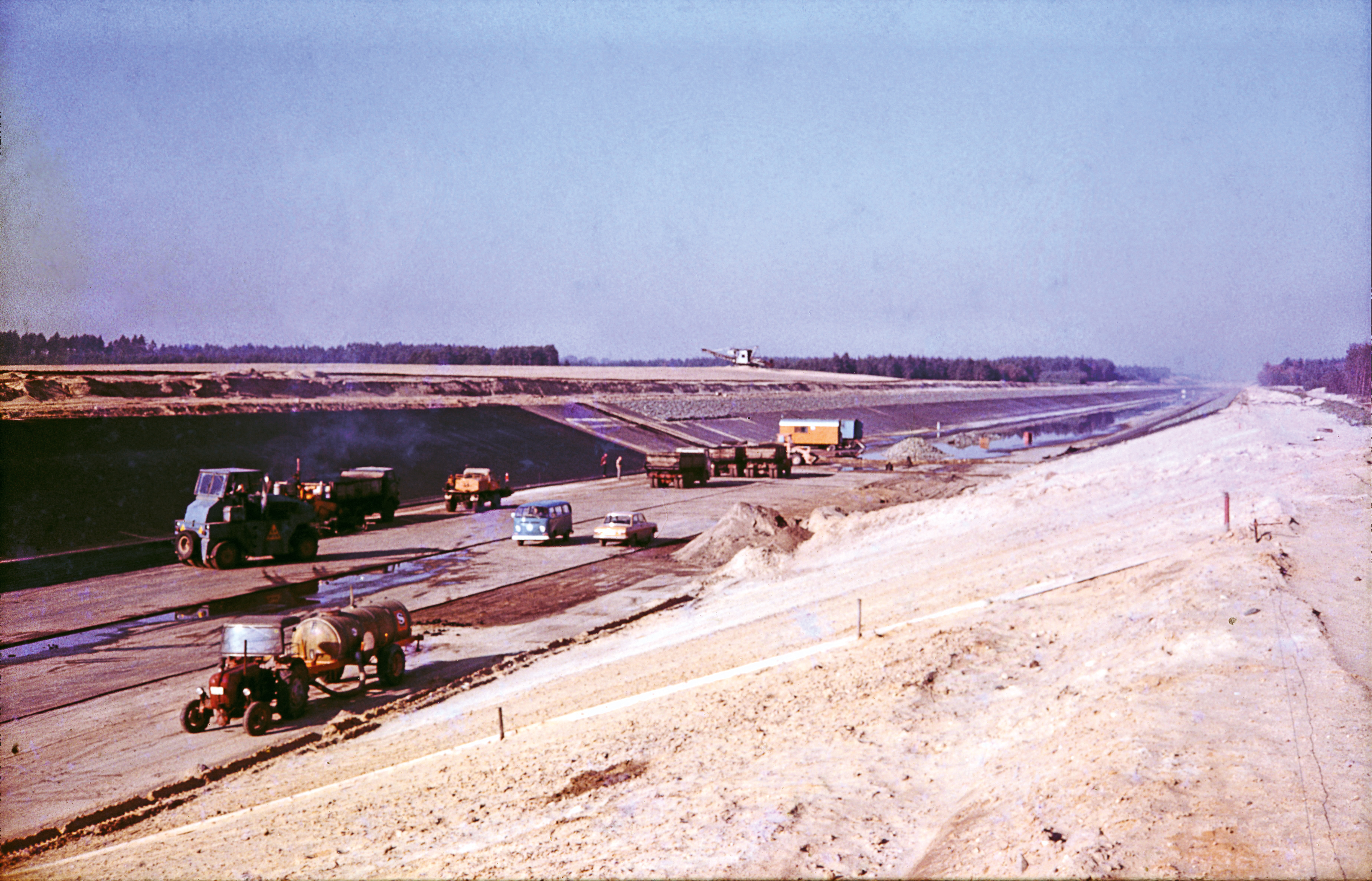
Elbeseitenkanal 1971 bei Lüneburg mit Blick in den leeren Kanal

Geplant wurde der Kanal 1965 unter dem Namen Nord-Süd-Kanal. Am 6. Mai 1968 erfolgte der Erste Spatenstich bei Artlenburg.
Der Elbe-Seitenkanal wurde nach achtjähriger Bauzeit am 15. Juni 1976 durch den damaligen Bundesminister für Verkehr Kurt Gscheidle, den Bürgermeister der Freien und Hansestadt Hamburg Hans-Ulrich Klose und den Ministerpräsidenten von Niedersachsen Ernst Albrecht eröffnet. Hauptzweck des Kanalbaues war, eine Verbindung zwischen Elbe und Mittellandkanal innerhalb der Bundesrepublik Deutschland zu schaffen, denn die ursprüngliche Verbindung – das Wasserstraßenkreuz Magdeburg – lag während der deutschen Teilung in der DDR.
Der Bau wurde auch dazu genutzt, ein Hindernis für Panzertruppen in Ost-West-Richtung zu errichten. Die Kanalböschungen wurden als Sperre für Panzer aus Richtung Osten angelegt, aus Westen können die Böschungen in Richtung Osten in bestimmten Bereichen befahren werden. Die Brücken waren oder sind teilweise noch heute mit Sprengschächten ausgestattet, in den Unterführungen gab oder gibt es Panzersperren.
Wirtschaftlich profitieren konnten von dem Kanal besonders die damals bundeseigene Salzgitter AG und weitere Industrieunternehmen im Raum Hannover/Braunschweig. Für den Kanalbau, insbesondere zum Aufschütten der bis zu sechs Meter hohen Kanalböschungen, wurden große Mengen an Sand und Kies benötigt. Das Material wurde teilweise in Kanalnähe entnommen, wodurch Baggerseen entstanden, die vielfach zu Badeseen wurden, wie der Bernsteinsee in Sassenburg und der Tankumsee in Isenbüttel.
Seit der deutschen Wiedervereinigung wird der Kanal nicht nur als Abkürzung zwischen nördlicher Elbe und westlichem Mittellandkanal genutzt, sondern auch auf dem Weg zwischen nordwestlicher Elbe und östlichem Mittellandkanal, wenn die Elbe zwischen Schnackenburg und Magdeburg Niedrigwasser führt.

## Verlauf

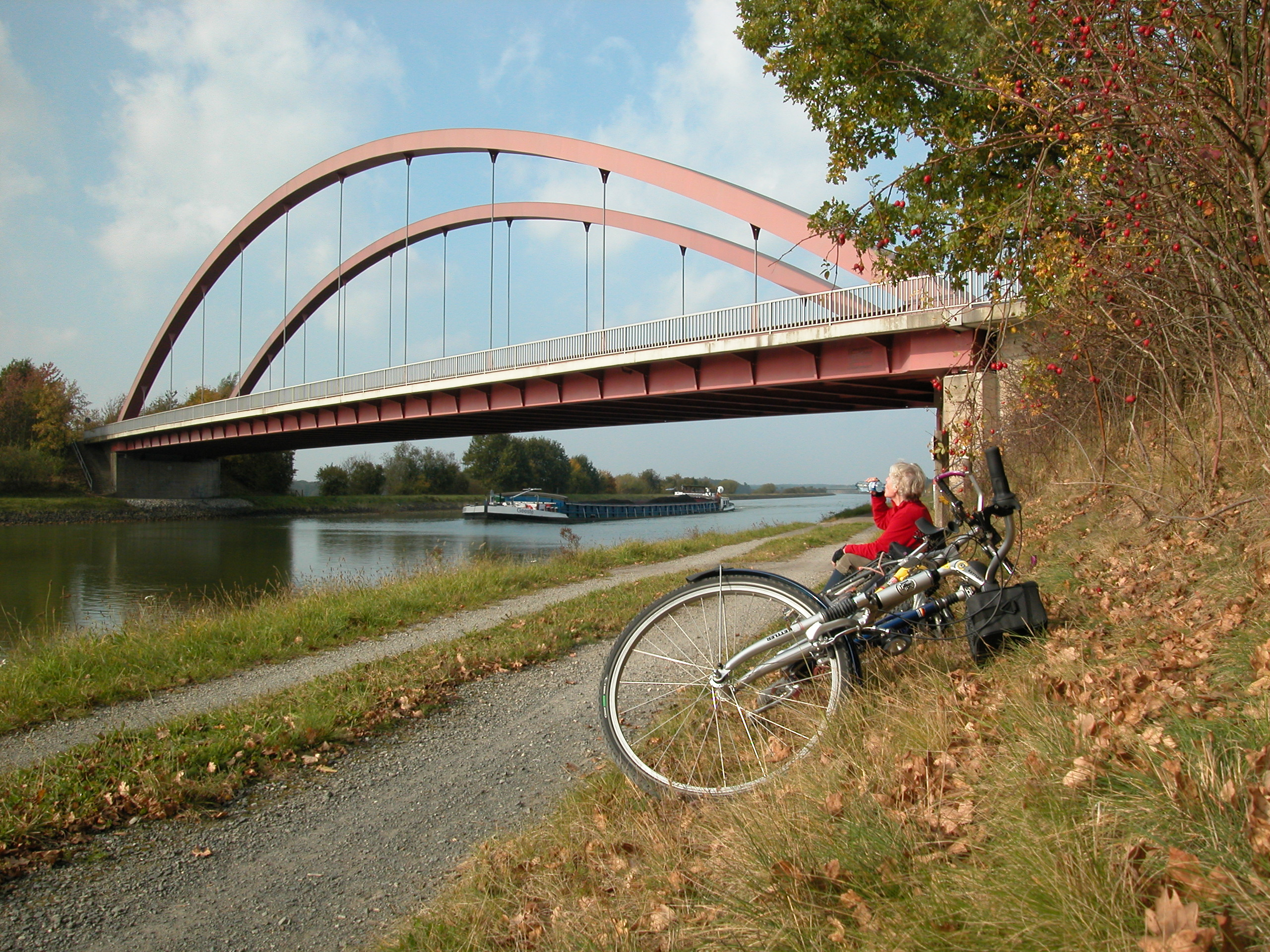
Straßenbrücke zwischen Altenmedingen und Edendorf bei km 86

Die Länge des Kanals beträgt 115,14 km bei Wassertiefen von 4–4,5 m und Wasserspiegelbreiten von 54–70 m. Die Kilometrierung beginnt am Mittellandkanal. Der Höhenunterschied von 61 m vom Staubereich der Elbe oberhalb von Geesthacht bis in die Scheitelhaltung wird mit zwei Aufstiegsbauwerken überwunden. Die Scheitelhaltung des ESK oberhalb Uelzen schließt an die Scheitelhaltung des Mittellandkanals an. Der Kanal wurde vorwiegend im Trapezquerschnitt mit einer Wasserspiegelbreite von 53 m errichtet. Über weite Strecken, zum Beispiel bei Isenbüttel, verläuft der Kanal als Dammstrecke, das heißt, der Wasserspiegel des Kanals liegt höher als das umgebende Gelände. In diesen Bereichen wird der Kanal mittels Trogbrücken über Straßen, Eisenbahnstrecken und Gewässer geführt.
In der Scheitelhaltung sind bei den Orten Osloß, Weißes Moor und Bad Bodenteich Liegestellen für die Schifffahrt sowie in Wittingen ein Hafen errichtet worden. In der mittleren Kanalhaltung zwischen der Schleuse Uelzen und dem Hebewerk Scharnebeck wurden in Bad Bevensen und Wulfstorf (bei Bienenbüttel) Liegestellen sowie in Uelzen und Lüneburg Häfen gebaut. In der unteren Kanalhaltung gibt es keine Anlegestellen oder Häfen.
Die Wasserversorgung des Kanals für die Schleusungen, aber auch für Industrie und Landwirtschaft sowie für eine zusätzliche Versorgung der Scheitelhaltung des Mittellandkanals erfolgt ausschließlich aus der Elbe mittels Pumpwerken an den beiden Kanalstufen.

## Bauwerke

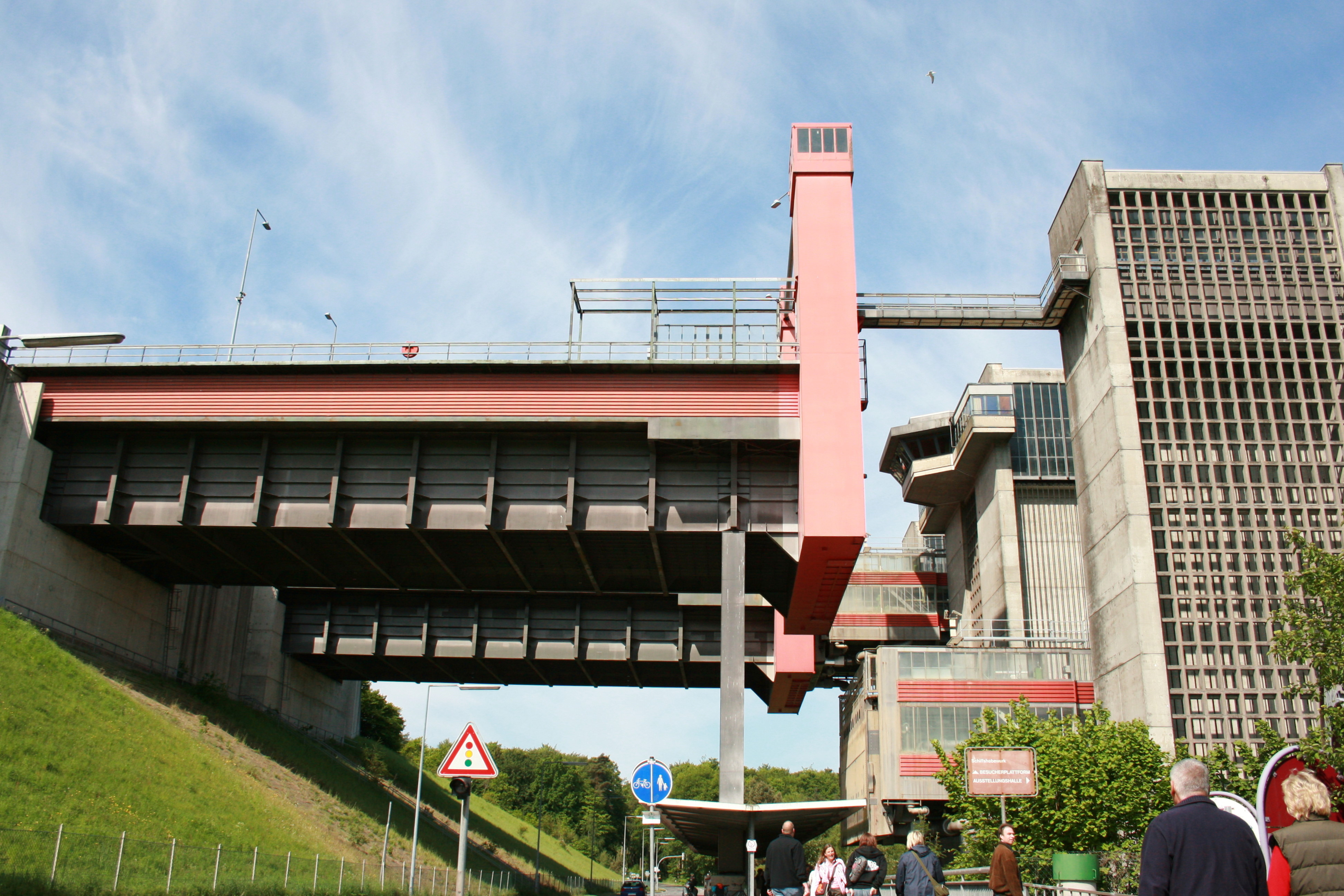
Schiffshebewerk Lüneburg: Kanalbrücken zwischen oberem Vorhafen und den Trögen

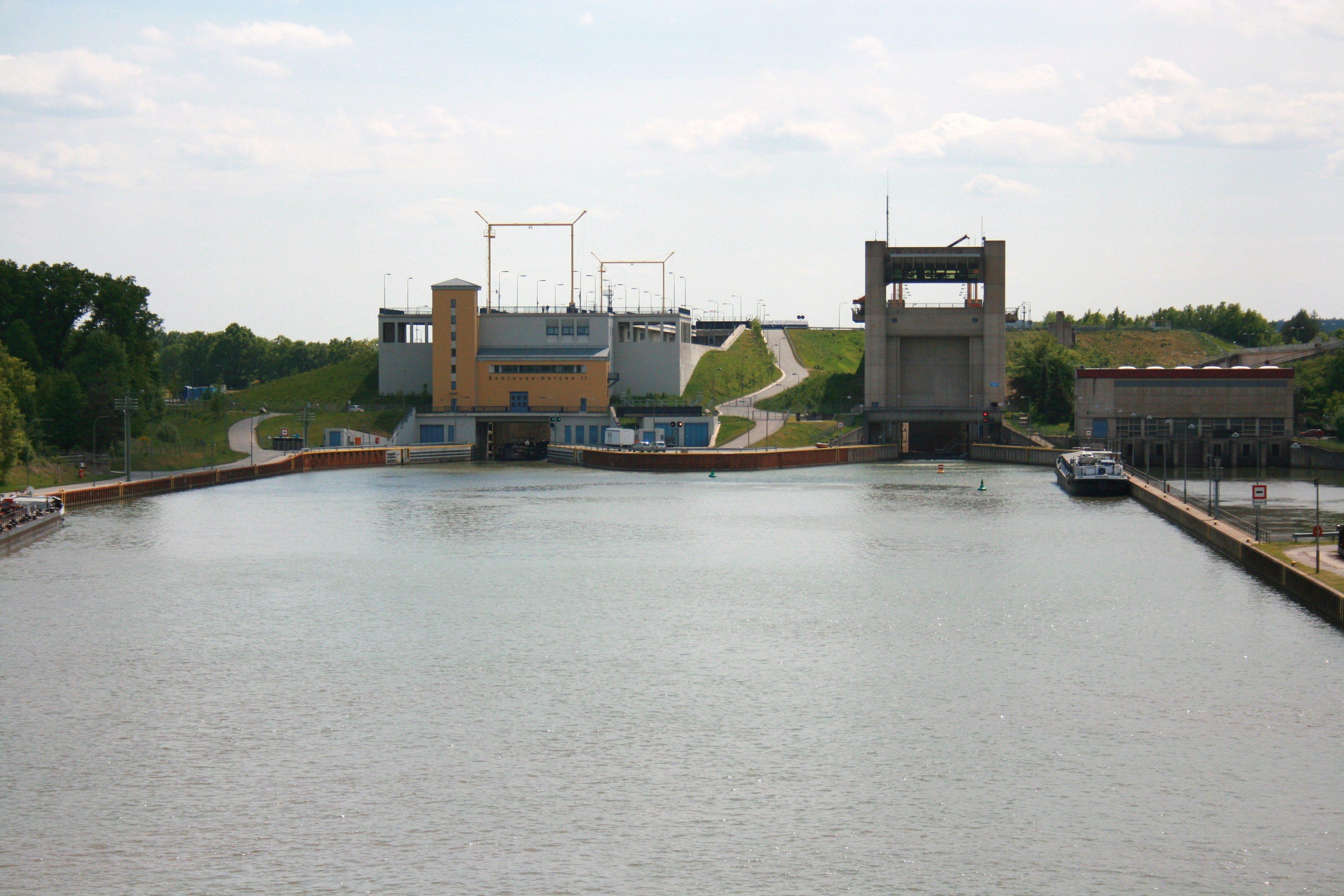
Schleuse Uelzen I (rechts) und II (links)

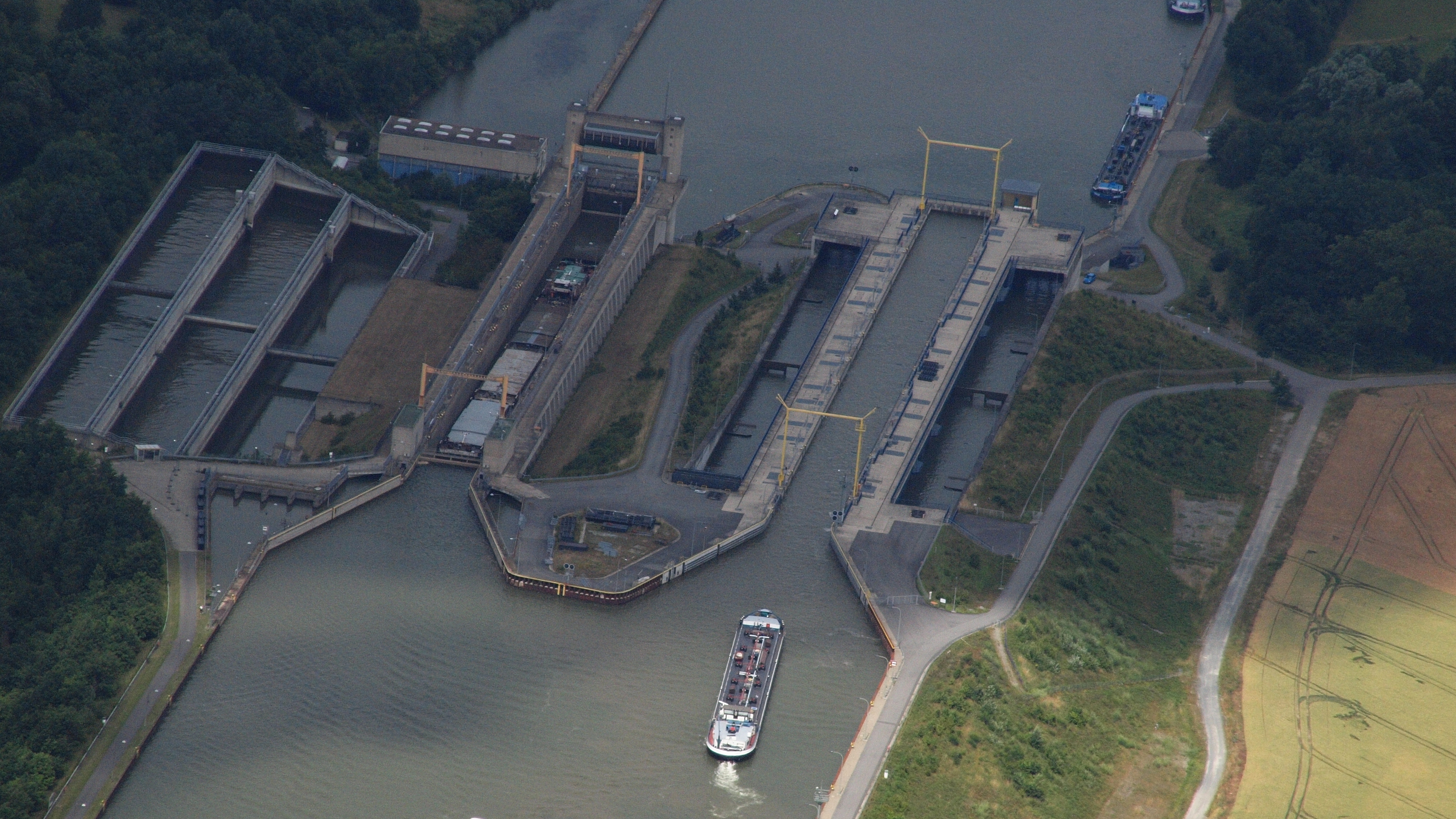
Schleuse Uelzen, Luftaufnahme (2014)

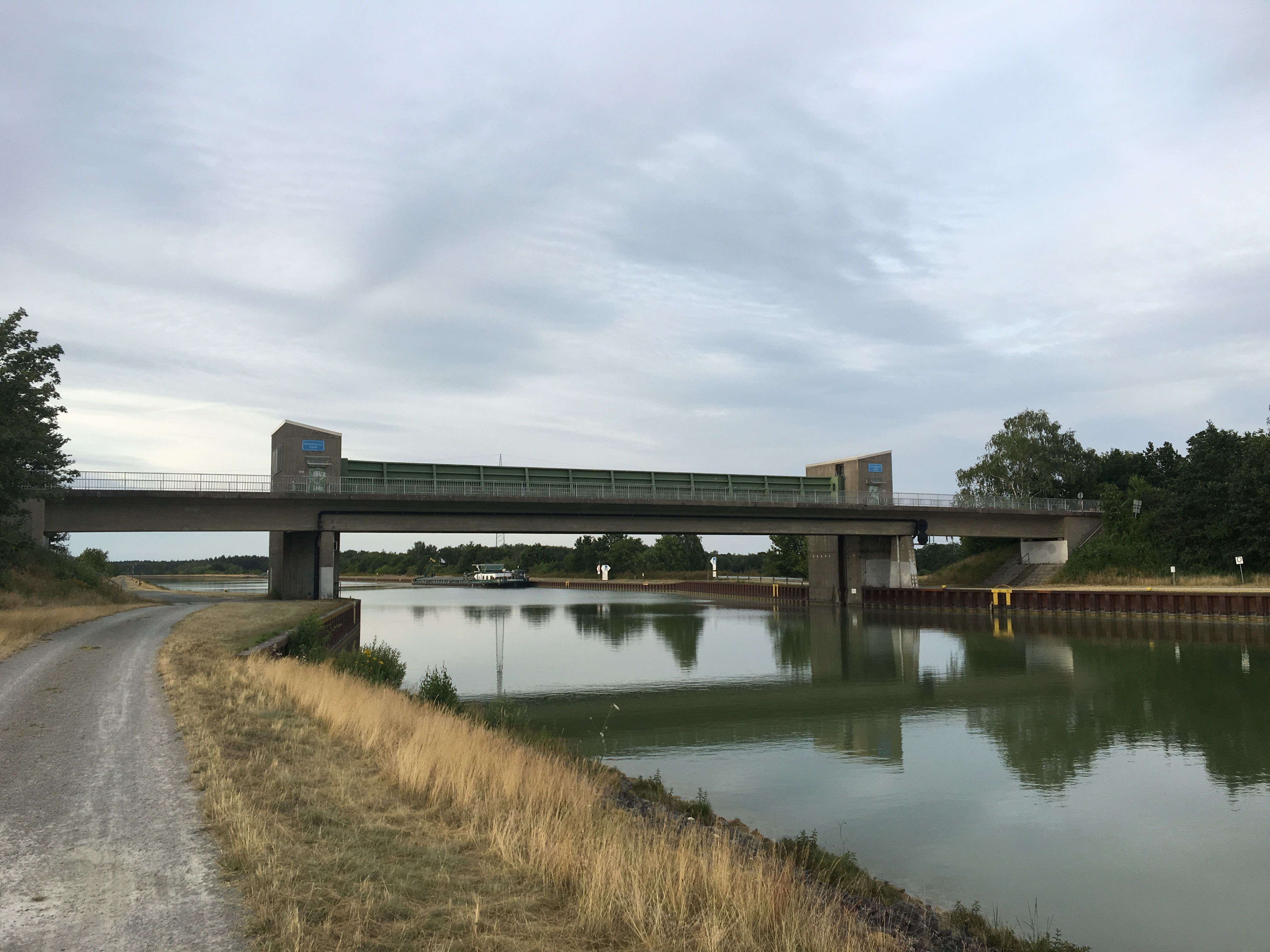
Sicherheitstor bei Osloß

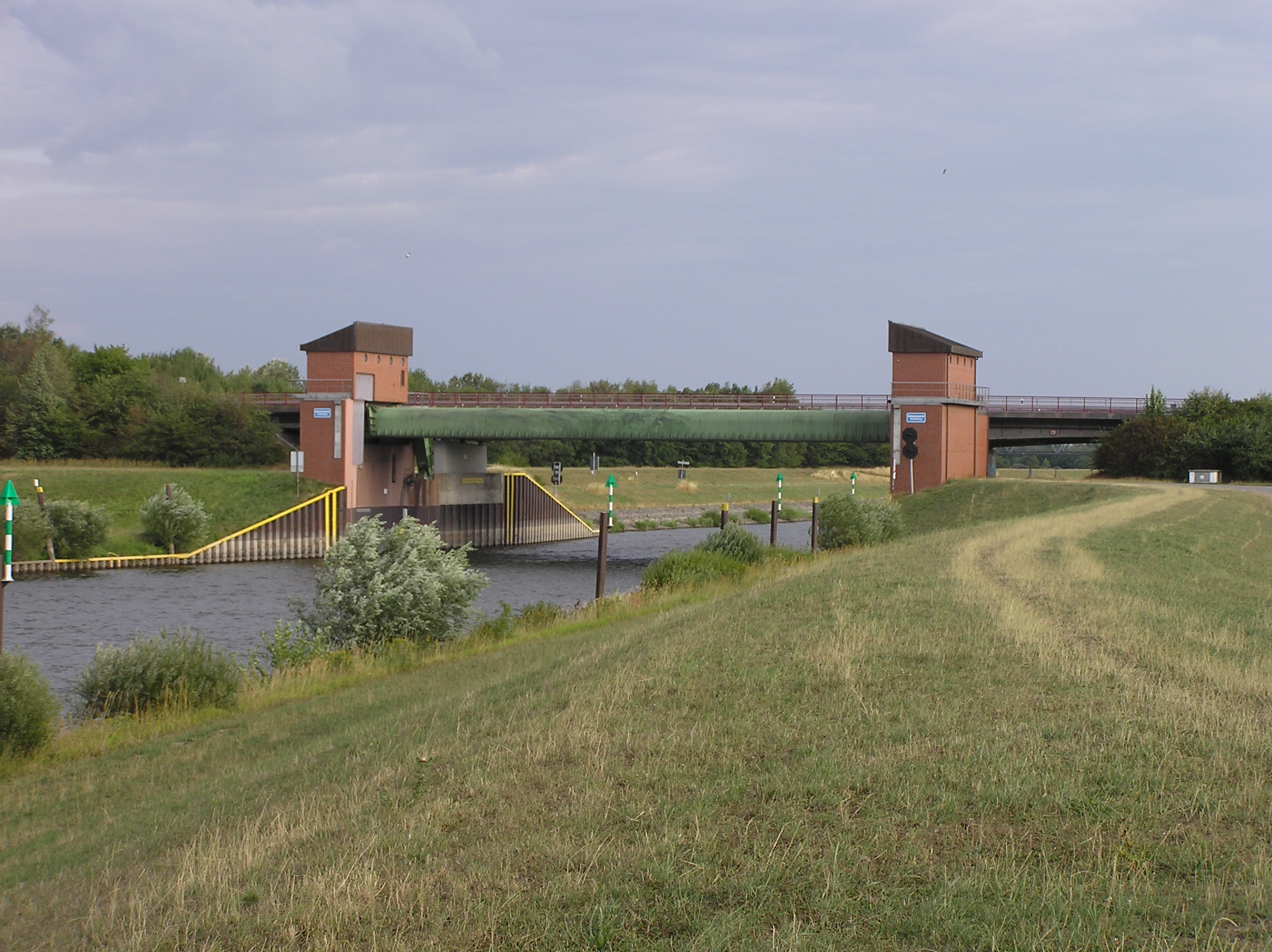
Hochwassersperrtor bei Artlenburg

### Schiffshebewerk Lüneburg
Das Schiffshebewerk Lüneburg in Scharnebeck (km 106,16) ist mit einer maximalen Fallhöhe von 38 m das  zweitgrößte Senkrecht-Hebewerk Europas. Es handelt sich um ein Doppel-Schiffshebewerk mit zwei voneinander unabhängigen Trögen. Jeder Trog hat eine Länge von 105 m und eine Breite von 12 m, Schutzvorrichtungen gegen Schiffsstöße an den Trogtoren begrenzen die nutzbare Länge auf 100 m. Zur Zeit des Baus war das Standardschiff das sogenannte Europaschiff mit 85 m Länge und 9,5 m Breite. Für diese Schiffe war die Troglänge ausreichend, die heutigen GMS (Großmotorschiffe) von 110 Meter Länge und die ÜGMS (Übergroßmotorschiffe) von 135 Meter Länge können das Hebewerk nicht passieren. Schubverbände müssen auseinandergekoppelt und einzeln gehoben oder gesenkt werden. Dies setzt voraus, dass beide Teile des Schubverbandes jeweils kürzer als 100 m sind. Der Zeitmehrbedarf hierfür gegenüber der 190 m langen Schleusenkammer Uelzen wird durch den Zeitgewinn beim Heben und Senken des Troges ausgeglichen.

### Schleusengruppe Uelzen (Schleusen I und II)
Bei Kanal-km 60,62 überwindet der Elbeseitenkanal einen Höhenunterschied von 23 Metern mit der Doppelschleusenanlage Uelzen. Zwei Sparschleusen mit jeweils 185 Meter Nutzlänge erlauben es zwei Großmotorgüterschiffen oder einem Schubverband mit zwei Leichtern die nächste Haltung zu erreichen. Damit der Scheitelhaltung des Kanals und damit auch der nächsten Haltung des Mittellandkanals kein Wasser entzogen wird, muss an der Schleusenanlage ein Ausgleich durch Zurückpumpen des Schleusenverlusts erfolgen.

### Hochwassersperrtor Artlenburg
Die Einmündungsstrecke unterhalb des Schiffshebewerks wird durch ein Sperrtor in Artlenburg bei km 114,74 gegen Elbehochwasser bei Wasserständen über NHN + 8,0 m abgesperrt.

### Sicherheitstore
Um bei Schäden das Auslaufen einer gesamten Kanalhaltung zu verhindern, sind im Kanal bei Wasbüttel (km 0,97), Osloß (km 9,72), Wieren (km 56,32) und Erbstorf (km 103,72) Sicherheitstore eingebaut.

### Kreuzungen mit Verkehrswegen

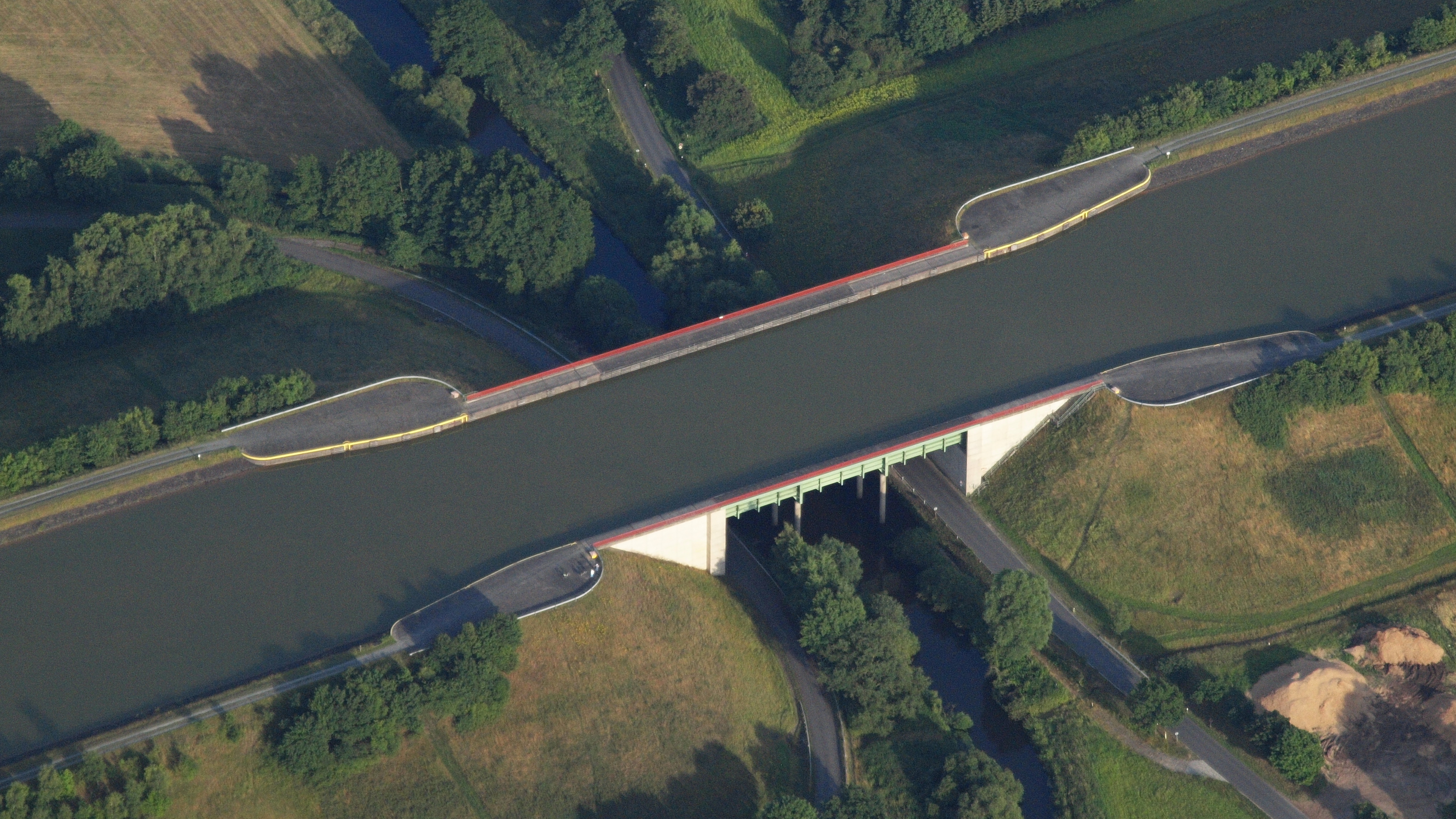
Straßen- und Flussüberführung zwischen Bad Bevensen und Uelzen, Luftaufnahme (2014)

Acht Eisenbahnstrecken, 65 Straßen und Wege werden mittels 55 Brücken und 14 Unterführungen (einige für mehrere Verkehrswege zugleich) gekreuzt.
Wenige Kilometer nördlich der Abzweigung des ESK aus dem Mittellandkanal unterquert die Bahnstrecke Lehrte–Berlin (als Teil der Schnellfahrstrecke Hannover–Berlin) den Kanal im 1974 fertiggestellten 965 m langen Elbe-Seitenkanal-Tunnel, dem längsten Eisenbahntunnel Norddeutschlands.
Die Durchfahrtshöhe unter Brücken und sonstigen Überbauten beträgt auf dem Elbe-Seitenkanal 5,25 m bei normalem Kanalwasserstand.

### Kreuzungen mit Gewässern
Elf Flüsse und Kanäle, 14 größere Vorfluter und zwölf Gräben werden mit zwei Kanalbrücken über Aller und Ilmenau, 14 Durchlässen (mit freiem Wasserspiegel) und 16 Dükern (Unterführung unter Druck), z. B. dem Neetzedüker, gekreuzt.

## Regelschiff auf dem ESK
Der Elbe-Seitenkanal entspricht der Wasserstraßenklasse Vb, diese erlaubt die folgenden Schiffsgrößen:
- Schubverband: Länge 185 m, Breite 11,4 m, Tiefgang 2,8 m, Tragfähigkeit ca. 3500 t
- Großmotorgüterschiff (GMS): Länge 110 m, Breite 11,4 m, Tiefgang 2,8 m, Tragfähigkeit ca. 2100 t

Wegen der 'kurzen' Troglänge des Schiffshebewerks ist eine durchgängige Befahrbarkeit für das GMS und für lange Schubverbände mit zwei Leichtern nicht möglich. Bei einem kurzen Schubboot passte der Verband mit einem Europa-Leichter Typ IIa in den Trog.

## Nutzung

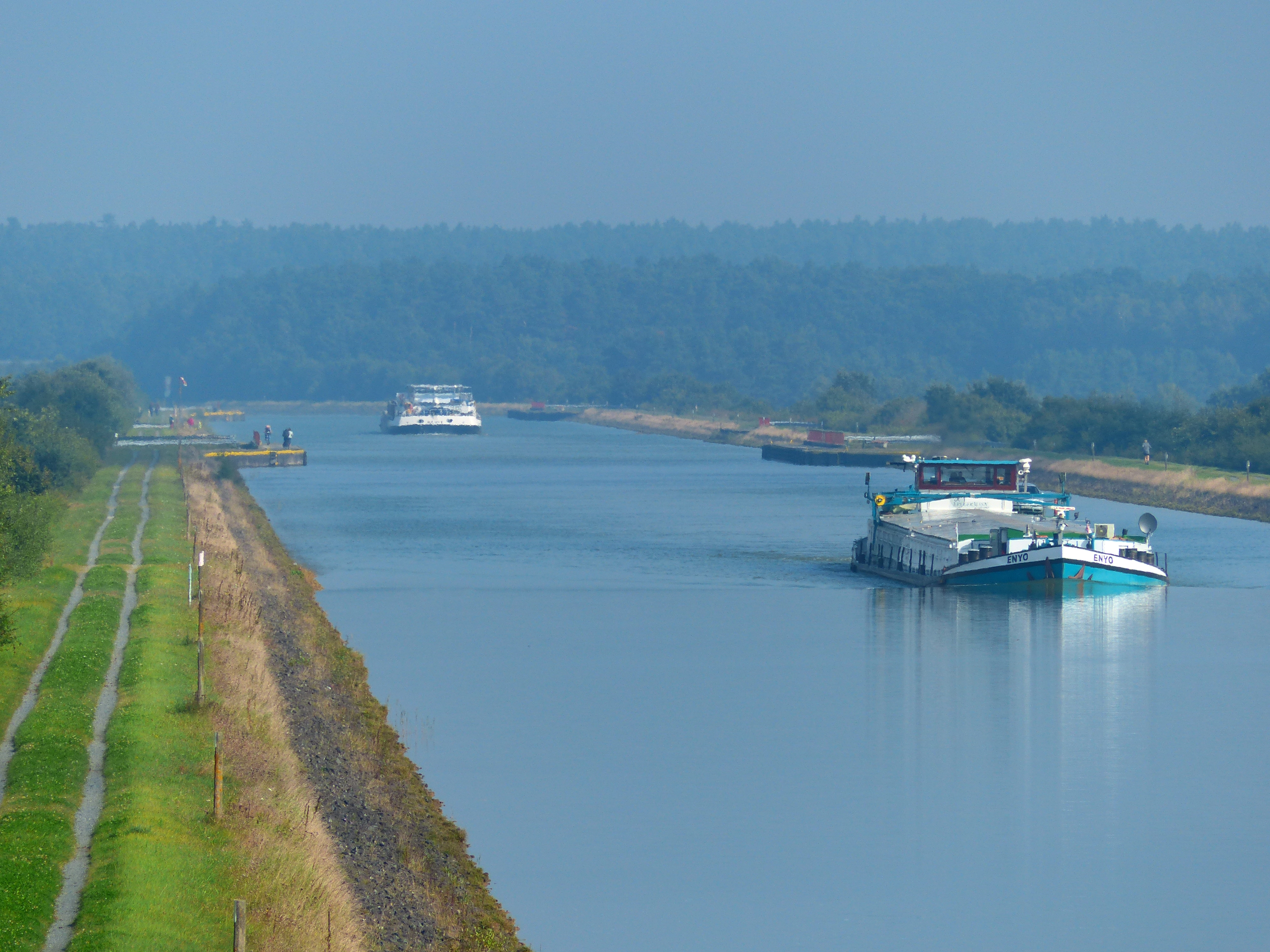
Frachtschiffe bei Emmendorf-Walmsdorf nördlich von Uelzen

Im Jahr 2015 wurden am Schiffshebewerk Lüneburg und an der Schleuse Uelzen Binnenschiffe mit rund 11 Millionen Tonnen Gütern bewegt. Dabei wurden fast 100.000 TEU befördert.
Der Gesamtverkehr des ESK nahm im Jahr 2009 mit 7,819 Mio. t gegenüber dem Vorjahr um 0,905 Mio. t bzw. 10,4 % ab. Dadurch sank das Transportaufkommen erstmals seit 2005 wieder unter 8 Mio. t. Der Anteil des Durchgangsverkehrs am Gesamtverkehr auf dem ESK lag bei 7,35 Mio. t (ca. 94 %). Im Gebietsverkehr (0,49 Mio. t) waren insbesondere landwirtschaftliche Erzeugnisse, Düngemittel, Sand/Kies, Kohle/Koks, Metall, Erze und chemische Erzeugnisse sowie seit 2009 auch verstärkt Mineralöl umgeschlagen. Der Umschlag des Gebietsverkehrs fand im Jahr 2009 (nach Gewichtung absteigender Reihenfolge) in den Häfen Uelzen, Wittingen und Lüneburg statt.
Die Zahl der transportierten Container lag 2009 bei 70.047 TEU und sank damit im Vergleich zu 2008 (79.855 TEU) um etwa 14 %.
Im Jahr 2014 stieg der Containertransport erstmals auf über 80.000 TEU, 2015 um weitere 20 % auf fast 100.000 TEU.

## Dammbruch 1976

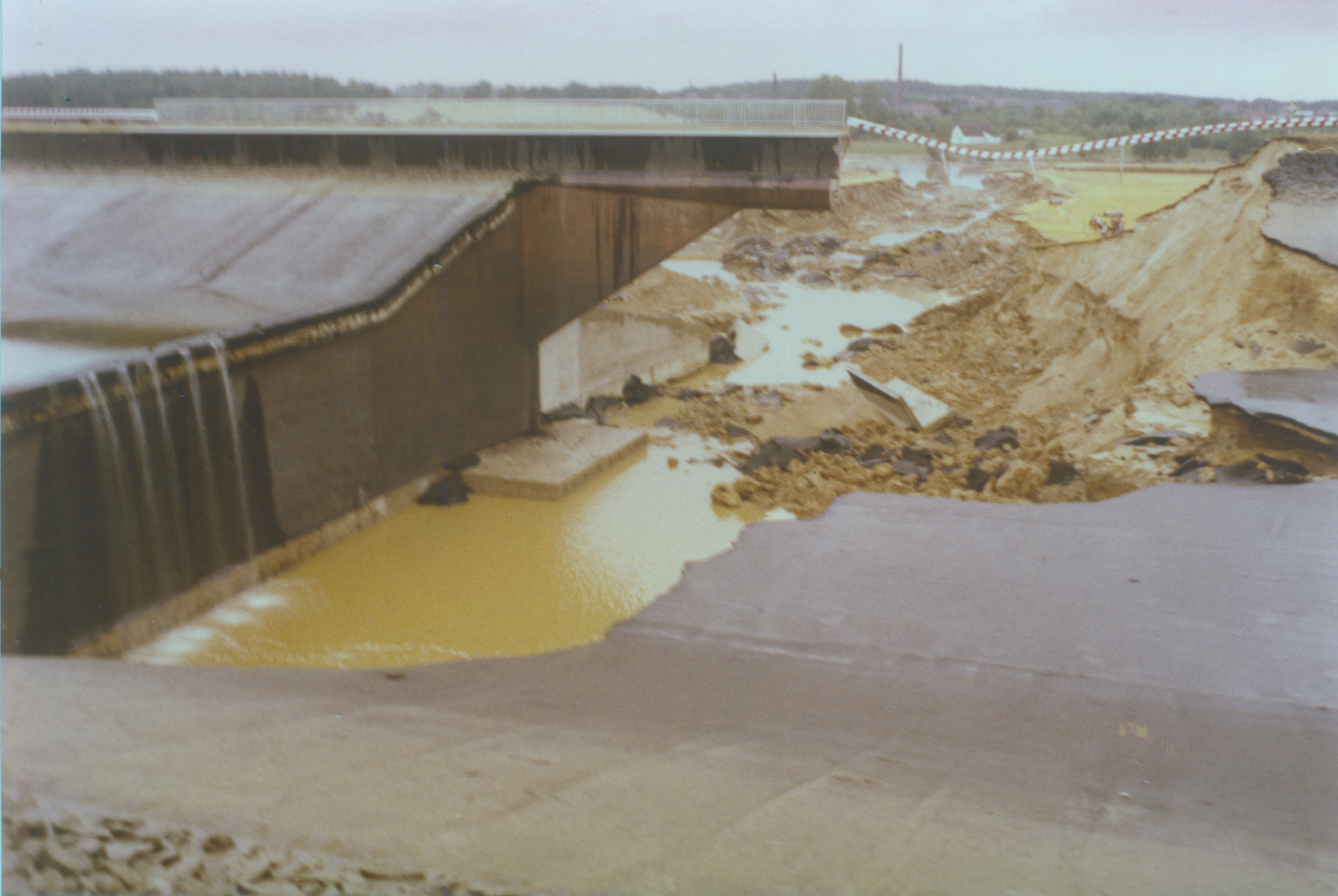
Gebrochene Kanalböschung bei Lüneburg, Juli 1976

Am 18. Juli 1976, wenige Wochen nach Eröffnung des Kanals, kam es zu einem Dammbruch bei Lüneburg. Der Kanal brach an einer Unterführung in der Gemeinde Adendorf im Ortsteil Erbstorf, kurz südlich des Schiffshebewerks Scharnebeck. Knapp vier Millionen Kubikmeter Wasser überfluteten etwa 15 km² Umland.
Die ausgelaufene Wassermenge wäre noch um ein Vielfaches höher gewesen, wenn der gesamte Kanalabschnitt zwischen der Schleuse Uelzen und dem Schiffshebewerk Scharnebeck leergelaufen wäre. In Richtung Scharnebeck konnte das Sicherheitstor bei Erbstorf geschlossen werden – die hierdurch zurückgehaltene Wassermenge war aber vergleichsweise gering, da der Kanal rund 2,4 Kilometer weiter nördlich durch das Schiffshebewerk sowieso unterbrochen war. Wesentlich bedrohlicher war die Strecke in Richtung Uelzen, wo die nächste Absperrung mit Spundwänden erst in mehr als 25 Kilometer Entfernung bei Jastorf südlich von Bad Bevensen verfügbar war. Um das Auslaufen dieses Kanalabschnittes zu verhindern, wurde zunächst versucht, ein Binnenschiff im Kanal querzustellen, um so eine erste Barriere zu bilden und die Strömung zu bremsen. Nachdem dies gescheitert war, da die Halteseile des Schiffes rissen, fuhren stattdessen Bergepanzer der Bundeswehr in den Kanal, um die Strömung zu beruhigen. In der Folge gelang es nach 15 Stunden endlich, eine provisorische Absperrung aus Metallteilen, Sandsäcken, Steinen und Kies zu errichten.
Anschließend konnte der Kanal instand gesetzt und im Juni 1977 endgültig dem Verkehr übergeben werden.

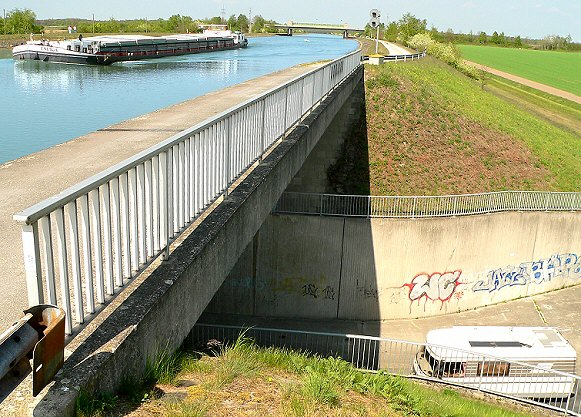
Trogbrücke des Elbe-Seitenkanals über die B 188 bei Gifhorn

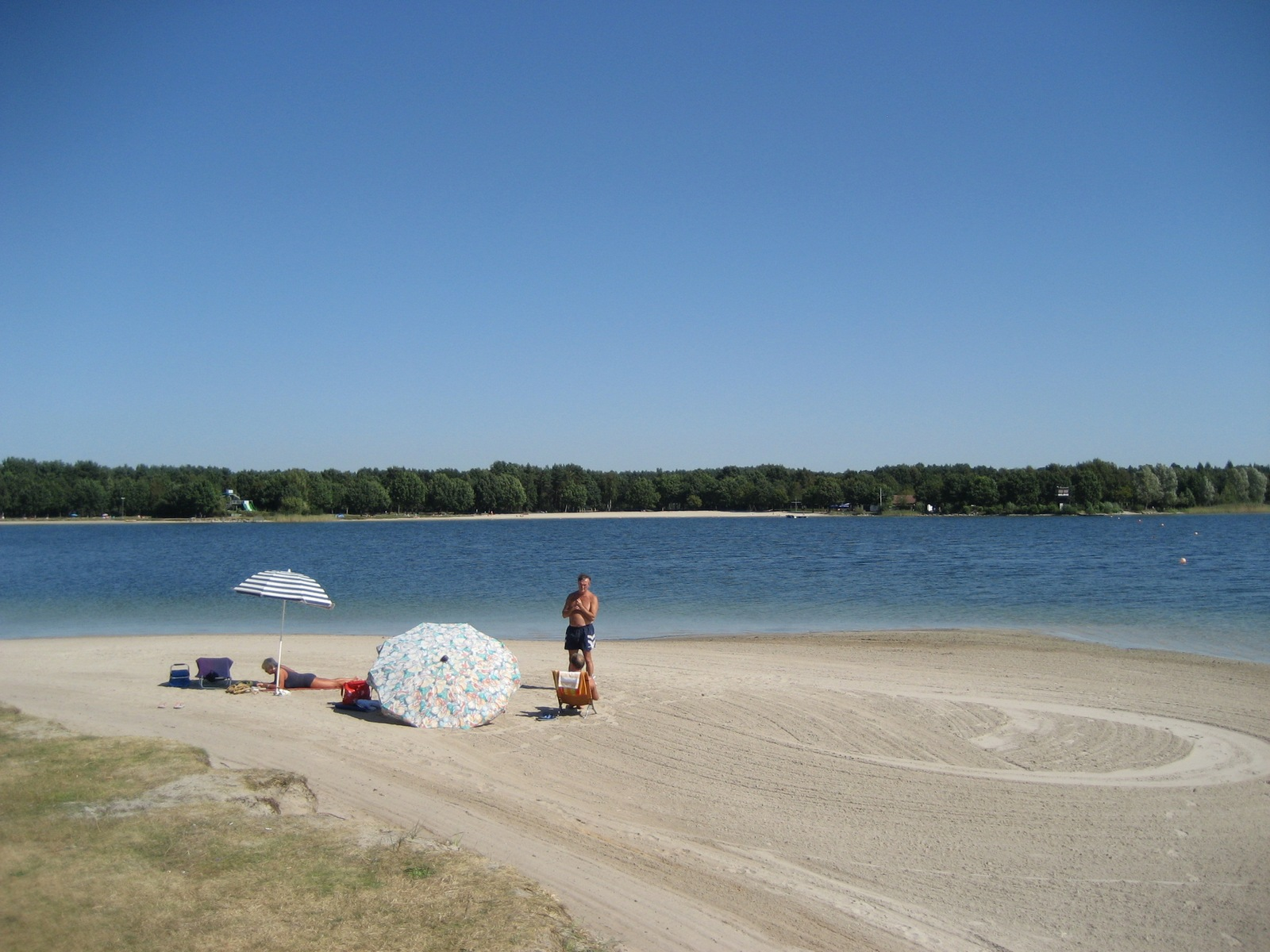
Der durch die Sandentnahme beim Kanalbau entstandene Tankumsee bei Isenbüttel

Ort des Dammbruchs: 53° 15′ 40,2″ N, 10° 29′ 7,1″ O

## Fischfauna
Der Elbe-Seitenkanal gilt trotz seines monotonen Kanalcharakters als überraschend fischreich. Laut Anglerverband Niedersachsen e. V. sind Zander, Flussbarsch, Aal, Karpfen, Brassen Hecht, und Rotauge die Leitfischarten. Auch kommen Güster und Lauben in größeren Mengen vor. Eingeschleppte Spezies sind u. a. die Schwarzmund- und Kessler-Grundeln sowie der Wolgazander. Mittels einer vom Anglerverband Niedersachsen und Hamburg in Auftrag gegebene und im September 2022 durchgeführte Elektrobefischung des Elbe-Seitenkanals sollte eine Veränderung des Fisch-, Krebs- und Muschelbestandes der letzten 15 Jahre festgestellt werden; im Fokus standen vor allem die Neozoen. Begleitet wurde diese Untersuchung durch ein Bürgerwissenschaftsprojekt, um sämtliche Fänge nicht heimischer Fischarten durch Angler zu dokumentieren.

## Städte und Gemeinden am Elbe-Seitenkanal
Von Süden nach Norden:
- Samtgemeinde Isenbüttel
- Samtgemeinde Boldecker Land
- Sassenburg
- Samtgemeinde Hankensbüttel
- Schönewörde
- Wittingen
- Samtgemeinde Aue
- Uelzen
- Bad Bevensen
- Bienenbüttel
- Wendisch Evern
- Lüneburg
- Scharnebeck
- Adendorf
- Artlenburg

## Veranstaltungen
Alljährlich findet ein Marathonlauf statt, der fast komplett (40 von 42,2 km) auf dem westlichen Betriebsweg des Elbe-Seitenkanals gelaufen wird. Der Wettkampf wird im Landkreis Gifhorn zwischen Stüde (Start und Ziel) und einem Wendepunkt nahe Wittingen ausgetragen. Organisator ist der Marathonverein Stüde.

## Radfahren und Wandern
Der Kanal verfügt an den Seiten über Schotterwege, die sich über die gesamte Länge erstrecken. Auf ihnen kann man vom Mittellandkanal bis zur Elbe mit dem Fahrrad fahren.

## Trivia
Der Elbe-Seitenkanal wird manchmal scherzhaft auch „Heide-Suez“ genannt. In der Anfangszeit wurde er auch als „Elbe-Pleitenkanal“ verhöhnt.